# Scott Morse
Scott Morse (né le 4 décembre 1973 dans le Moorpark, Californie) est un auteur de bande dessinée et réalisateur américain. S'il a réalisé quelques histoires de super-héros pour DC Comics, il est surtout connu pour sa série Soulwind (1997-2001) et ses albums publiés chez de petits éditeurs.

## Publications
- Littlegreyman, Image Comics, 1997.
- Phenomena n°1, Caliber Comics, 1997.
- Visitations, Image Comics, 1997, 96 p.
- Soulwind n°1-8, Image Comics, 1997-1998.
- Volcanic Revolver n°1-3, Oni Press, 1998-1999.
- Smack Dab, Crazyfish, 2000, 96 p.
- Soulwind, 5 vol., Oni Press, 2000-2001. Les deux premiers volumes reprennent les 8 numéros du comic book.
- Ghost Dog, Oni Press, 2000.
- Ancient Joe n°1-3, Maverick, 2001.
- Magic Pickle n°1-4, Oni Press, 2001.
- Elektra: Glimpse & Echo n°1-4, Marvel Knights, 2002.
- The Barefoot Serpent, Top Shelf, 2003.
- Case Files: San and Twitch n°1-6 (dessin), avec Marc Andreyko (scénario), Todd McFarlane Productions, 2003.
- Southpaw, Adhouse Books, 2003.
- Plastic Man n°7 et 12, DC Comics, 2004.
- Batman: Room Full of Strangers, DC Comics, 2004, 64 p.
- Spaghetti Western, Oni Press, 2004, 136 p.
- This Man's Army, Red Window, 2004, 100 p.
- Catwoman n°38-40 : Three Piece Suit (scénario), avec Paul Gulacy (dessin) et Jimmy Palmiotti (encrage), DC Comics, 2004-2005.
- Noble Boy, Red Window, 2006, 28 p.
- Scrap Mettle, Image Comics, 2007, 400 p.
- Tiger! Tifer! Tiger!, Adhouse Books, 2008, 48 p.
- Notes Over Yonder, Red Window, 2008, 64 p.
- Strange Science Fantasy n°1-6, IDW Publishing, 2010. L'autre moitié des pages de ce comic book est réalisée par Paul Pope.

## Récompense
- 2005 : Prix Eisner du meilleur titre jeune public pour Plastic Man (avec Kyle Baker)